# Franz Hodjak
Franz Hodjak (Nagyszeben, 1944. szeptember 27. – Usingen, 2025. július 6.) erdélyi származású német költő, író.

## Életpályája
A katonai szolgálat után segédmunkásként dolgozott, majd Kolozsváron filológiát (német-román) tanult a Babeș–Bolyai Tudományegyetemen, ahol 1970-ben végzett. 1970 és 1992 között szerkesztő és fordító volt a kolozsvári Dacia Kiadónál. Főleg verseket írt.  
Generációjának egyik legtermékenyebb fordítója. Többek között Petőfi Sándor, Arany János, Ady Endre, Babits Mihály, Kosztolányi Dezső, Radnóti Miklós, Kányádi Sándor, Ana Blandiana verseit fordította németre. 
1992-ben Hodjak Németországba költözött, Usingenben élt és dolgozott.

## Munkássága

### Könyvei
- Brachland. Gedichte, Dacia Könyvkiadó, Kolozsvár, 1970
- Spielräume. Gedichte & Einfälle, Kriterion Könyvkiadó, Bukarest, 1974
- Offene Briefe, 1976
- Das Maß der Köpfe; Halbphantastische Texte, Kriterion Könyvkiadó, Bukarest, 1978
- mit Polly Knall spricht man über selbstverständliche dinge als wären sie selbstverständlich, Kriterion Könyvkiadó, Bukarest, 1979
- Die humoristischen Katzen. Kinderverse, Kriterion Könyvkiadó, Bukarest, 1979
- Țigări umede și dor de călătorie (poeme), Dacia Könyvkiadó, Kolozwsvár, 1980
- flieder in ohr, Kriterion Könyvkiadó, Bukarest, 1983
- Der Hund Joho (Kinderbuch), Kriterion Könyvkiadó, Bukarest, 1985
- Augenlicht, 1986
- Fridolin schlüpft aus dem Ei, Kriterion Könyvkiadó, Bukarest, 1986
- Friedliche Runde. Prosa, Kriterion Könyvkiadó, Bukarest, 1987
- Luftveränderung, Kriterion Könyvkiadó, Bukarest, 1988
- Sehnsucht nach Feigenschnaps, 1988
- Siebenbürgische Sprechübung, 1990. ISBN 3-518-11622-3
- Zahltag (Erzählungen), Editura SUHRKAMP, Frankfurt am Main, 1991. ISBN 3-518-40381-8, ISBN 9783518403815
- Franz, Geschichtensammler, Frankfurt am Main, 1992. ISBN 3-518-11698-3
- Landverlust, Frankfurt am Main, 1993. ISBN 3-518-40548-9
- Grenzsteine, Frankfurt am Main, 1995. ISBN 3-518-40688-4. Magyarul: Határkövek (Kriterion Könyvkiadó, 2010, fordította Szenkovics Enikő)
- Ankunft Konjunktiv, Frankfurt am Main, 1997. ISBN 3-518-40905-0
- Der Sängerstreit, Frankfurt am Main, 2000. ISBN 3-518-41124-1
- Ein Koffer voll Sand, Frankfurt am Main, 2003. ISBN 3-518-41394-5
- Was wäre schon ein Unglück ohne Worte, Aphorismen und Notate, Edition ERATA, 2006
- Die Faszination eines Tages, den es nicht gibt, Weilerswist, 2009, ISBN 978-3-941037-04-5
- Der, der wir sein möchten ist schon vergeben, Fernwald 2013, ISBN 978-3-923915-05-7
- Der Gedanke, mich zu entführen, bot sich an, Dresden 2013, ISBN 978-3-941209-28-2
- Was nie wieder kommt, Wenzendorf 2022, ISBN 978-3-947883-34-9
- Alles wurde privatisiert, selbst die Funklöcher und die Schatten in Platons Höhle, Dresden, 2022, ISBN 978-3-941209-76-3
- Hin und nicht zurück, Berlin, 2022, ISBN 978-3-947238-39-2
- Gedenkminute für verschollene Sprachen, Leipzig, 2022, ISBN 978-3-86660-292-2
- Lélegzetvételek – Válogatott versek, Exit Kiadó, Kolozsvár, 2023
- Franz Hodják: Soha senkire nem lőttem, Király Zoltán és Szenkovics Enikő beszélgetőkönyve, Exit Kiadó (Kolozsvár), Szépirodalmi Figyelő Alapítvány (Budapest), 2025

Erdélyi magyar fordítói: Szenkovics Enikő és Király Zoltán.